# Yeison Murillo
Yeison Murillo (Chigorodó, Antioquia, Colombia; 30 de noviembre de 1992) es un futbolista profesional colombiano, se desempeña en el terreno de juego como defensa central y su club actual es el Isidro Metapán de la Primera División de El Salvador.

## Trayectoria
Ha integrando procesos de selección Colombia juveniles, de donde lo conoce el técnico Eduardo Lara.

## Clubes
| Club               | País                 | Año         |
| ------------------ | -------------------- | ----------- |
| Atlético Juventud  | Colombia             | 2008 - 2010 |
| Envigado F. C.     | Colombia             | 2011 - 2012 |
| América de Cali    | Colombia             | 2012 - 2013 |
| Fortaleza          | Colombia             | 2013 - 2014 |
| Alianza            | El Salvador          | 2014 - 2015 |
| Atlético Vega Real | República Dominicana | 2016 - 2017 |
| Atlántico          | República Dominicana | 2018 - 2019 |
| Isidro Metapán     | El Salvador          | 2020 -      |